# Coptodon zillii
Coptodon zillii es una especie de peces de la familia Cichlidae en el orden de los Perciformes.

## Morfología
Los machos pueden llegar alcanzar los 40 cm de longitud total.

## Distribución geográfica
Se encuentran en África: sur del Marruecos, río Senegal, río Níger, Costa de Marfil (ríos  Sassandra y  Bandama), lago Chad, río Ubangui (República Democrática del Congo), lagos  Turkana y  Mobutu, y ríos  Nilo y  Jordán.